# 1500. годишњица Кијева
1500. годишњица Кијева, главног града Украјине, обележена је 1982. Иако су археолози пронашли доказе да је Кијев основан или у 6. или 7. веку, а насеље се можда помињало у документима пре више од два миленијума, обележавање 1500. годишњице 1982. године заснива се на сада већ традиционалном датуму оснивања града од 482. године.
За прославу годишњице обновљени су многи важни споменици, а изграђени су и нови споменици, као што су Споменик оснивачима Кијева и Споменик у знак сећања на поновно уједињење Украјине са Русијом. Кијевљани су толико уживали у свечаностима да је Дан Кијева установљен као званични празник 1987. године, који се обележава последње недеље маја.

## Галерија
- Споменик подигнуд поводом јубилеја, на булевару Жила Верна
- Споменик оснивачима Кијева, приказан на серији новчаница из 1992. г.